# Lista de países da América do Sul por IDH
Esta é uma lista de países e territórios da América do sul por Índice de Desenvolvimento Humano (IDH), com base nos dados de 2021 e publicado no dia 8 de Setembro de 2022., segundo o Programa da Nações Unidas para o Desenvolvimento sendo 12 Países independentes e 2 territórios ultramarinos 

Mapa dos países da América do Sul

- A lista em 2021 é organizada da seguinte forma:

| IDH        | Divisão   |
| Muito alto | 3 países  |
| Alto       | 7 países  |
| Médio      | 2 países  |
| Baixo      | 0 países  |
| Total      | 12 países |

## Países da América do Sul
| Posição                           | País                              | Posição mundial                   | IDH 2021                          | IDH 2020                          | Variação em relação a 2020        |
| Desenvolvimento humano muito alto | Desenvolvimento humano muito alto | Desenvolvimento humano muito alto | Desenvolvimento humano muito alto | Desenvolvimento humano muito alto | Desenvolvimento humano muito alto |
| --------------------------------- | --------------------------------- | --------------------------------- | --------------------------------- | --------------------------------- | --------------------------------- |
| 1                                 | Chile                             | 42                                | 0,855                             | 851                               | 0,004                             |
| 2                                 | Argentina                         | 47                                | 0,842                             | 840                               | 0,002                             |
| 3                                 | Uruguai                           | 58                                | 0,809                             | 821                               | 0,012                             |
| Desenvolvimento humano alto       |                                   |                                   |                                   |                                   |                                   |
| 4                                 | Peru                              | 84                                | 0,762                             | 762                               | 0,000                             |
| 5                                 | Brasil                            | 87                                | 0,754                             | 758                               | 0,004                             |
| 6                                 | Colômbia                          | 88                                | 0,752                             | 756                               | 0,004                             |
| 7                                 | Equador                           | 95                                | 0,740                             | 731                               | 0,009                             |
| 8                                 | Suriname                          | 99                                | 0,730                             | 743                               | 0,013                             |
| 9                                 | Paraguai                          | 105                               | 0,717                             | 730                               | 0,013                             |
| 10                                | Guiana                            | 108                               | 0,714                             | 721                               | 0,007                             |
| Desenvolvimento humano médio      |                                   |                                   |                                   |                                   |                                   |
| 11                                | Bolivia                           | 118                               | 0,692                             | 694                               | 0,002                             |
| 12                                | Venezuela                         | 120                               | 0,691                             | 695                               | 0,004                             |

## Territórios Ultramarinos na América do Sul
Esses territórios, também localizados na América do Sul, não são nações soberanas, mas ex-colônias da Europa e países sob controle da França e do Reino Unido como Territórios ultramarinos.
| Posição | Território Ultramarino | País        | IDH   |
| ------- | ---------------------- | ----------- | ----- |
| 1       | Ilhas Malvinas         | Reino Unido | 0,874 |
| 2       | Guiana Francesa        | França      | 0,793 |